# Johann Sonnleitner
Johann Sonnleitner (1941) is een Oostenrijks klavecimbelspeler, componist en muziekpedagoog.

## Levensloop
Sonnleitner studeerde aan de Muziekhogeschool in Wenen.
Hij werd vooral bekend als klavecinist en uitvoerder op oude klavierinstrumenten. Hij werkte vele jaren samen met Nikolaus Harnoncourt in het kader van het ensemble Concentus Musicus Wien, vervolgens van de Opera van Zürich en ten slotte als zijn assistent aan het Mozarteum in Salzburg. 
Hij werd docent klavecimbel aan de Muziekhogescholen van Wenen en Salzburg en vanaf 1979 aan die van Zürich en aan de Schola Cantorum Basiliensis. Hij gaf ook cursussen tijdens de Zomeracademie voor Oude Muziek in Innsbruck. 
Als solist of met ensembles voor kamermuziek heeft hij internationaal rondgetoerd met concerten gewijd aan barokmuziek, klassieke en vroegromantische muziek. 
Hij was lid van heel wat jury's, onder meer van de jury voor de internationale klavecimbelwedstrijd in het kader van het Festival Musica Antiqua in Brugge, waarin hij zitting had in de jaren 1980, 1983, 1989 en 1992. Hij had zelf in 1968 de vijfde prijs gewonnen tijdens dit concours.
Sonnleitner is ook componist en zet zich in voor de uitvoering van hedendaags werk.

## Publicatie
- (samen met Clemens-Christoph von Gleich), Bach: Wie schnell? Praktischer Tempo-Wegweiser mit 200 Übungen und Beispielen, 2008

## Discografie
Sonleitner heeft verschillende cd-opnamen gemaakt, hoofdzakelijk gewijd aan werk van Johann Sebastian Bach. 